# 沙爾島
沙爾島是俄羅斯的島嶼，屬於北地群島的一部分，位於共青團員島以西的喀拉海，由克拉斯諾亞爾斯克邊疆區負責管轄，長1.5公里，最高點海拔高度8米，島上無人居住。